# 칸디다
칸디다(Candida)는 효모의 한 속이다. 전 세계적으로 진균 감염의 가장 흔한 원인이며 의학적으로 중요한 효모의 가장 큰 속이다.
칸디다증(Candidiasis)의 원인 진균이다.

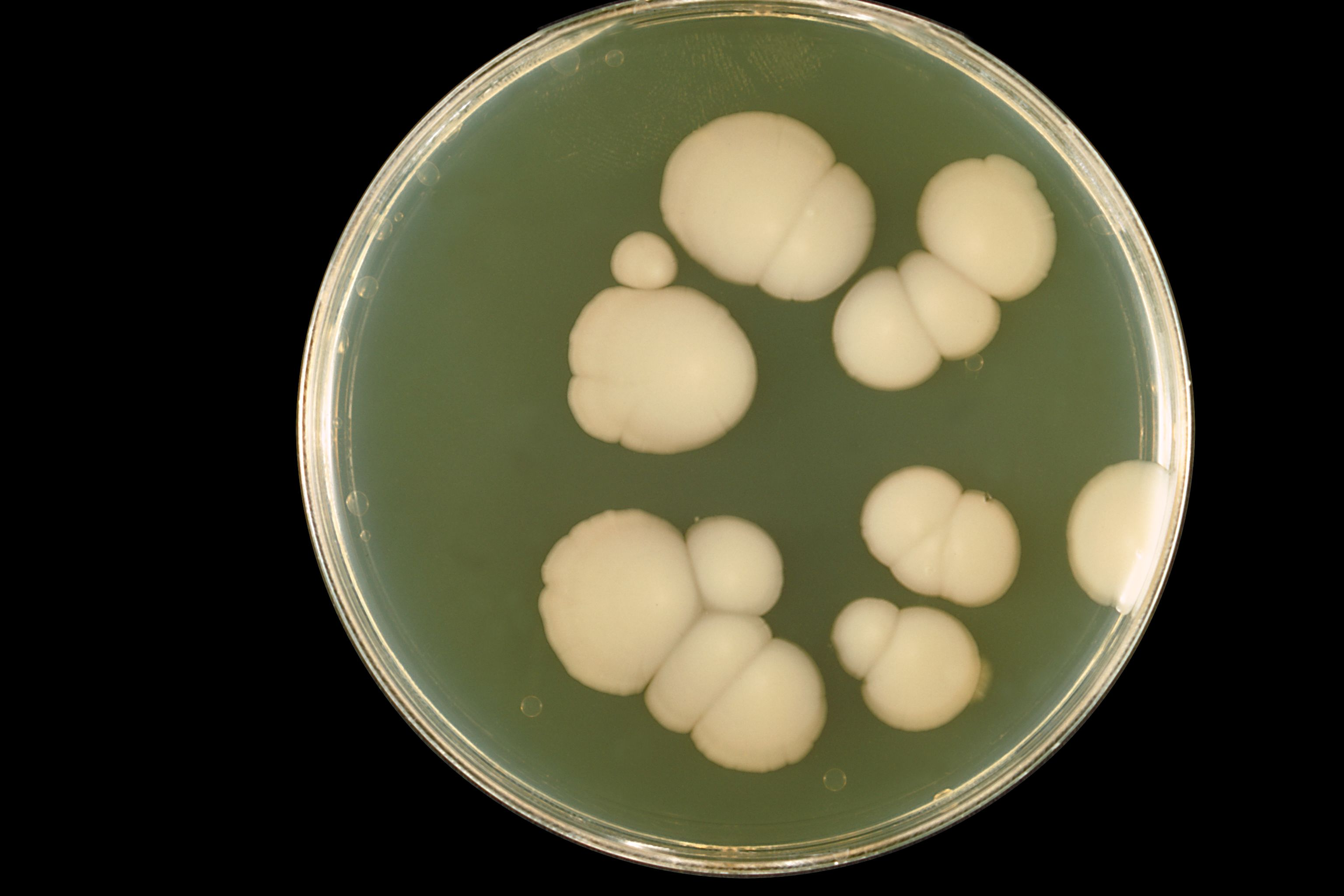
칸디다 알비칸스(C. albicans)의 한천 판 배양

## 같이 보기
- 칸디다증
- 칸디다 (이탈리아)
- 아구창
- 질효모감염증